# Hypena laxia
Hypena laxia là một loài bướm đêm trong họ Erebidae.